# Zonă neritică
Zona neritică (de șelf) este spațiul maritim sau oceanic, cu adâncimi de la 20 – 50 m până la 250 m, care reprezintă o prelungire a uscatului sub apa mării.